# Nicola Matteis

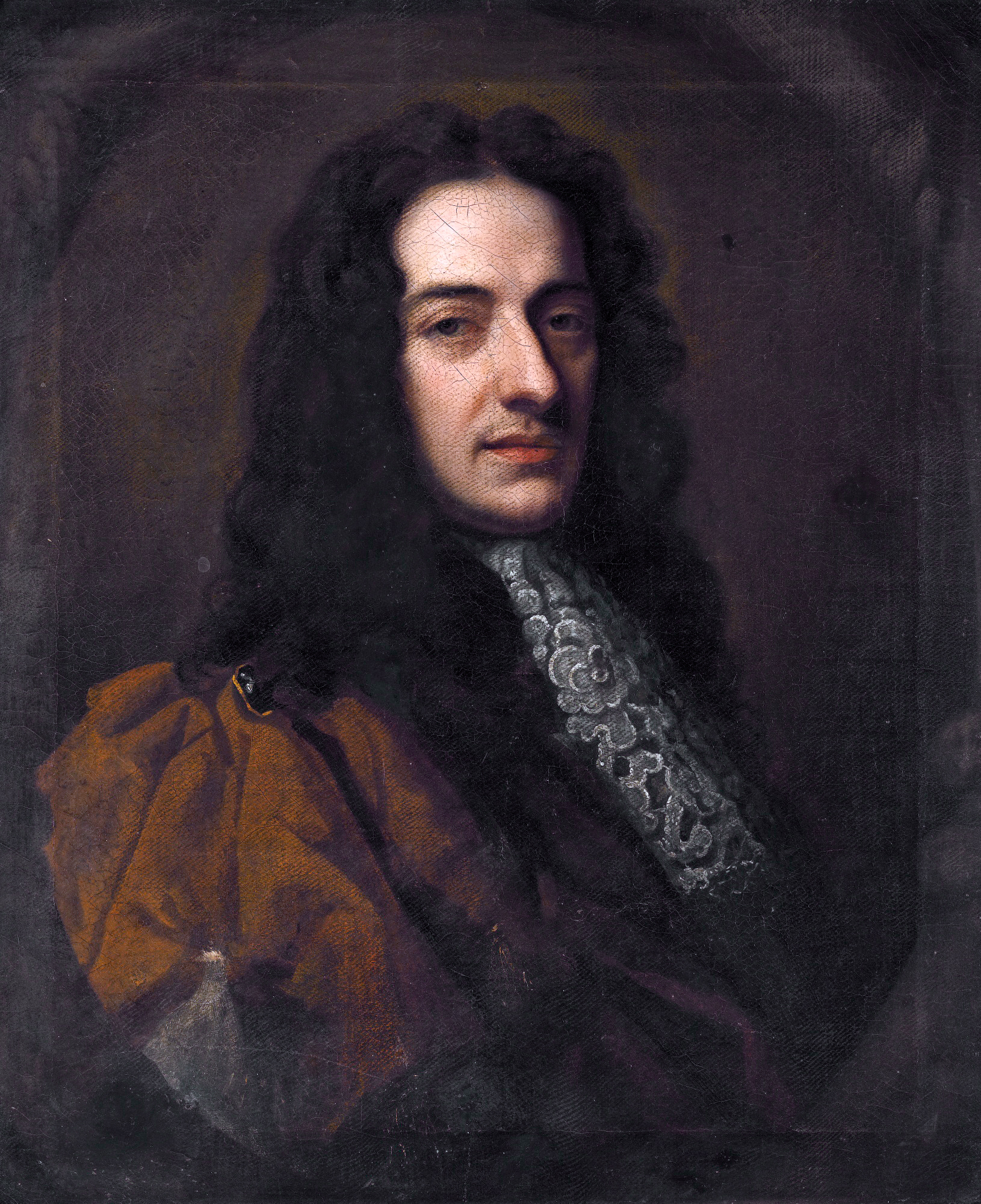
Nicola Matteis (Godfrey Kneller, 1682)

Nicola Matteis, compositor italiano nacido hacia 1650. Del hecho de que fuera apodado "El Napolitano" se ha pretendido deducir que nació en la ciudad de Nápoles. 
Pasó la mayor parte de su vida en Inglaterra, aunque no se sabe a ciencia cierta cuándo se instaló allí; el año más apuntado es el de 1672. Se tiene la certeza de que vivía en Londres en 1687. En cualquier caso, fue en el país anglosajón donde desarrolló su carrera como intérprete de violín y guitarra, y a partir (probablemente) de 1672 escribió cuatro libros con sus composiciones, los dos primeros para violín y continuo, y los restantes para dos violines (Ayres for the Violin), publicados en 1676 y 1685, respectivamente. Tuvo dos hijos, Nicholas Matteis y John-Nicola Matteis, también dedicados y destacados en el campo musical.
Falleció entre 1703 y 1714 en la localidad de Colkirk, Inglaterra. Del impacto que causó en sus contemporáneos nos habla el hecho de que sea citado elogiosamente tanto en el "Diario" de Evelyn como en las "Memorias musicales" de North.
Su composición más conocida y popular es "Diverse bizzarie sopra la vecchia sarabanda o pur ciaccona", una ciaccona.